# Coniophanes fissidens
La culebra vientre amarillo (Coniophanes fissidens) es una especie de Serpiente que pertenece a la familia Dipsadidae. Su área de distribución incluye la mitad sur de México, Guatemala, Belice, Honduras, El Salvador, Nicaragua, Costa Rica, y Panamá, Colombia, Ecuador y El Perú.

## Subespecies
Se distinguen las siguientes subespecies:
- C. fissidens convergens Shannon & Smith, 1950
- C. fissidens dispersus Smith, 1941
- C. fissidens fissidens (Günther, 1858)
- C. fissidens proterops Cope, 1860
- C. fissidens punctigularis Cope, 1860